# David Alan Miller

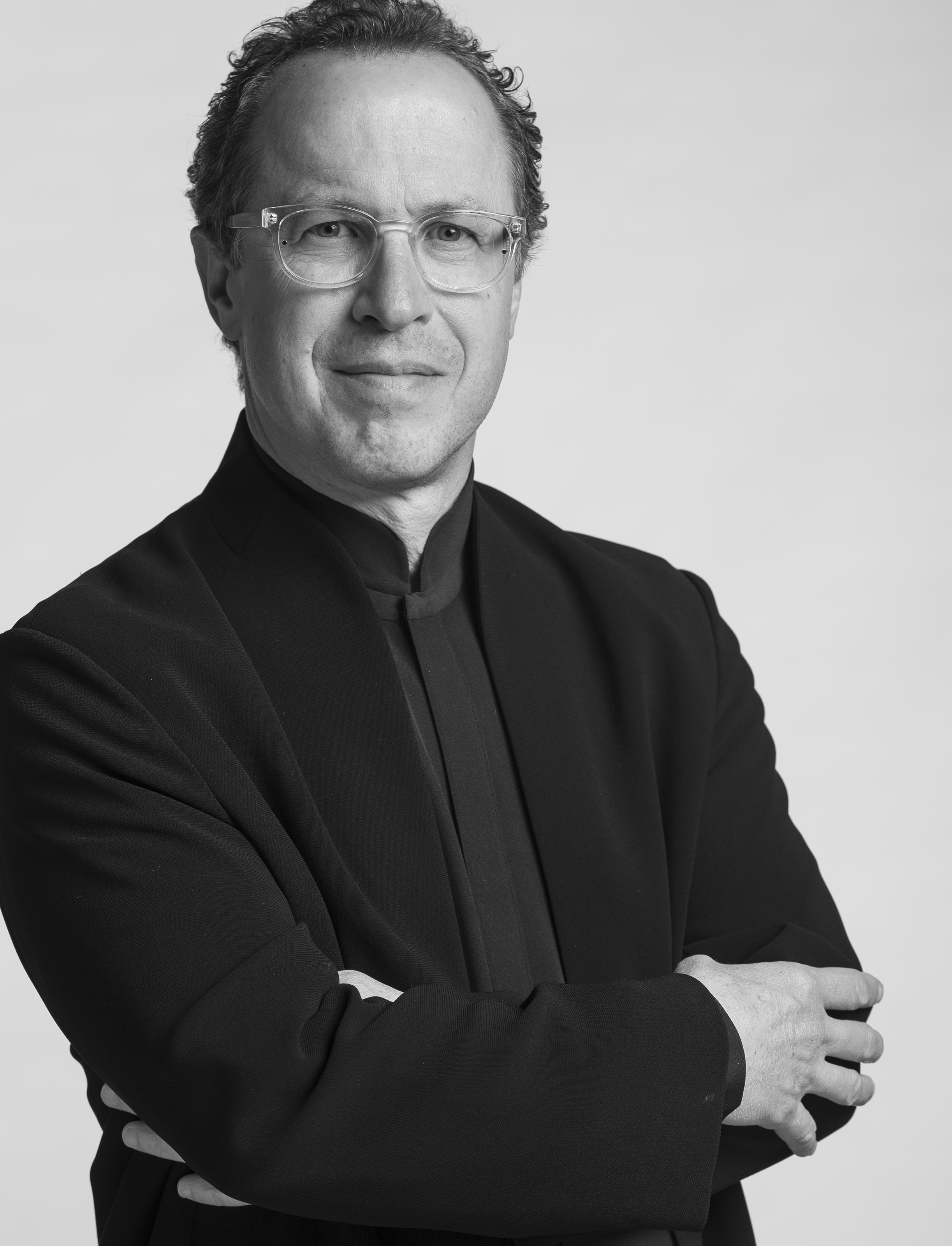
David Alan Miller

David Alan Miller (* 1962 in Los Angeles) ist ein US-amerikanischer Dirigent.

## Biografie
Miller studierte Musik an der University of California, Berkeley und erwarb den Mastergrad im Fach Orchesterleitung an der Juilliard School. Er dirigierte dann zunächst das Los Angeles Philharmonic Orchestra und war von 1982 bis 1988 musikalischer Leiter der New York Youth Symphony. Seit 1992 leitet er das Albany Symphony Orchestra. Mit diesem nahm er zweimal am Festival Spring For Music in der Carnegie Hall teil und spielte zahlreiche Aufnahmen von Werken zeitgenössischer amerikanischer Komponisten wie  Michael Daugherty, Kamran İnce, Michael Torke, John Harbison, Roy Harris, Morton Gould, Don Gillis, Peter Mennin, George Tsontakis, Christopher Rouse, Paul Creston, William Schuman, Aaron Jay Kernis und Vincent Persichetti ein. Bei Naxos erschien auch ein Album mit Kompositionen des Portugiesen Luís Tinoco. Als Gastdirigent arbeitete er mit vielen großen Orchestern der USA, zudem auch international u. a. in  Berlin, Barcelona, Prag, Dresden, Hongkong und Singapur. 
1999 erhielt Miller den Leonard-Bernstein-Award der ASCAP, die ihm 2001 auch den Morton Gould Award verlieh. 2003 ehrte ihn die Columbia University mit dem Ditson Conductor’s Award, einem Preis für die Förderung der amerikanischen Musik. Für die Aufnahme von John Coriglianos Conjurer mit dem Albany Symphony Orchestra und Evelyn Glennie wurde er 2014 mit einem Grammy ausgezeichnet.